# Bennett au collège
Bennett au collège (titre original : Jennings Goes to School) est le premier roman de la série Bennett, de l'écrivain anglais Anthony Buckeridge, publié en 1950. En France, il a été édité pour la première fois en 1963 chez Hachette dans la collection Idéal-Bibliothèque sous le numéro 243, puis en 1968 dans la collection Bibliothèque verte sous le numéro 360. 
L'épisode suivant est : L'Agence Bennett & Cie.

## Résumé
La veille de la rentrée de septembre au collège secondaire de Linbury (Sussex), M. Carter accueille une douzaine d'élèves arrivés en avance en automobiles. Après avoir serré leurs mains, M. Carter croise dans le réfectoire le directeur qui fait visiter les lieux à un nouveau parent d'élève, accompagné d'un nouvel élève - la réplique miniature de ce dernier : MM. Mortimer, père et fils, très impressionnés par la merveilleuse description du système de chauffage et de ventilation du réfectoire.
Peu après cette rencontre insolite, M. Carter fait cette fois face à la charge lourde des quelque soixante autres élèves arrivés par le train - charge dans laquelle il met rapidement bon ordre. C'est ainsi qu'il rencontre pour la première fois un dénommé Bennett, dix ans, deux mois... et trois jours, selon l'intéressé. M. Carter se rappelle alors de la lettre du père du garçon, fort inquiet car ce dernier n'avait jusqu'ici jamais quitté la maison familiale pour un internat. 
Après un léger incident à la suite d'un certificat médical égaré, M. Carter charge un dénommé Briggs de traiter Bennett « comme son propre frère » - avant de se raviser précipitamment : « À la réflexion, n'en faites rien... Veillez sur Bennett comme sur vous-même. »

## Personnages
- M. Carter, professeur au collège de Linbury, surnommé Auguste par les élèves, parce qu'il a l'habitude de dire Ad augusta per angusta. Toujours parfaitement calme en apparence. A des oreilles ultrasoniques, toujours selon les élèves.
- Percival S.Mortimer, juge de paix, père de Charles Edwin Jérémie Mortimer.
- Charles Edwin Jérémie Mortimer, blond, à lunettes, nouvel élève au collège de Linbury.
- Théodore Arthur Morrison, élève au collège de Linbury, surnommé Tom par les anciens élèves.
- Atkins, élève au collège de Linbury.
- Briggs, élève au collège de Linbury, douze ans, laisse toujours traîner ses lacets, cheveux ébouriffés. Sait changer de vitesse en gargarisant  .
- Bennett, nouvel élève au collège de Linbury, dix ans, cheveux châtains mal peignés.
- Martin, le préposé à l'entretien du collège Linbury, surnommé le père Savon.
- M. Wilkinson, surnommé Wilkie, professeur au collège de Linbury, au tempérament explosif.

## Les différentes éditions françaises
- 1963 : Bennett au collège. Texte français d'Olivier Séchan, illustrations de Jean Reschofsky, Paris, Hachette, collection Idéal-Bibliothèque, cartonné, no 243, 191 p[1].
- 1968 : Bennett au collège. Texte français d'Olivier Séchan. Illustrations de Jean Reschofsky, Paris, Hachette, collection Bibliothèque verte, cartonné, no 360, 250 p..
- 1989 : Bennett au collège. Texte français d'Olivier Séchan, illustrations de Peters Day, Paris : Hachette, collection : Bibliothèque rose, poche souple, no 1130, 187 p.  (ISBN 2-01-015000-7)
- 2009 : Bennett au collège. Texte français d'Olivier Séchan, Paris : le Livre de poche jeunesse, no 1419, 247 p.  (ISBN 978-2-01-322821-3)

## Source
- Bibliothèque nationale de France